# Protest
En protest är ett uttryck för eller emot en ståndpunkt rörande en viss företeelse. Det kan vara mot nästan vad som helst, men oftast kommer en protest på ett tidigt stadium för att förhindra att någonting genomförs.

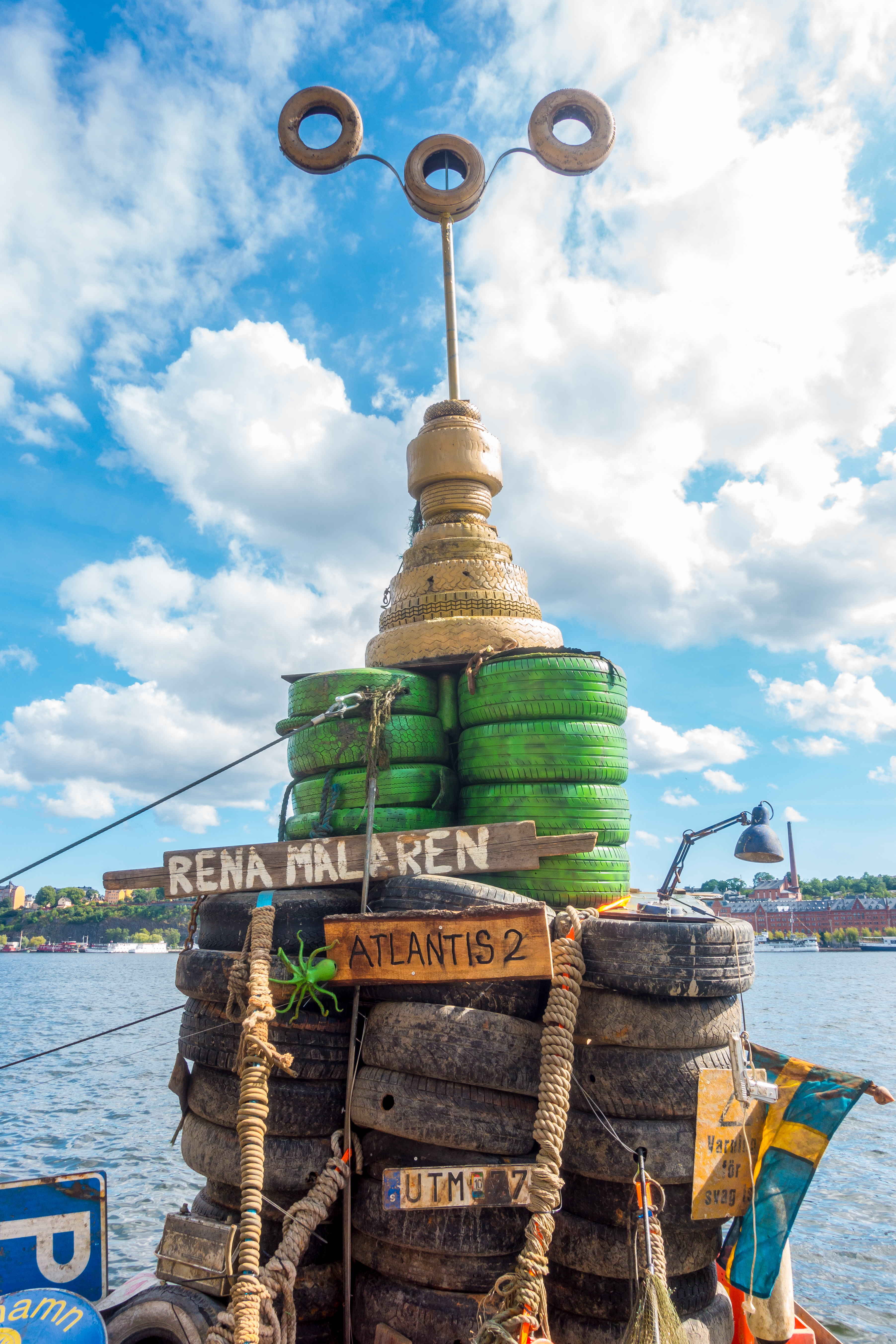
Konstverket Atlantis 2 byggdes 2020 av frivilligorganisationen H2O - Hands2Ocean (f.d. Rena Mälaren) som rensat Söder Mälarstrand och Norr Mälarstrand från tonvis med bildäck, cyklar och bilbatterier som dumpats i Riddarfjärden i Stockholm genom åren. Konstverket är en protest mot allt skräp som slängs i våra vattendrag.

## Galleri

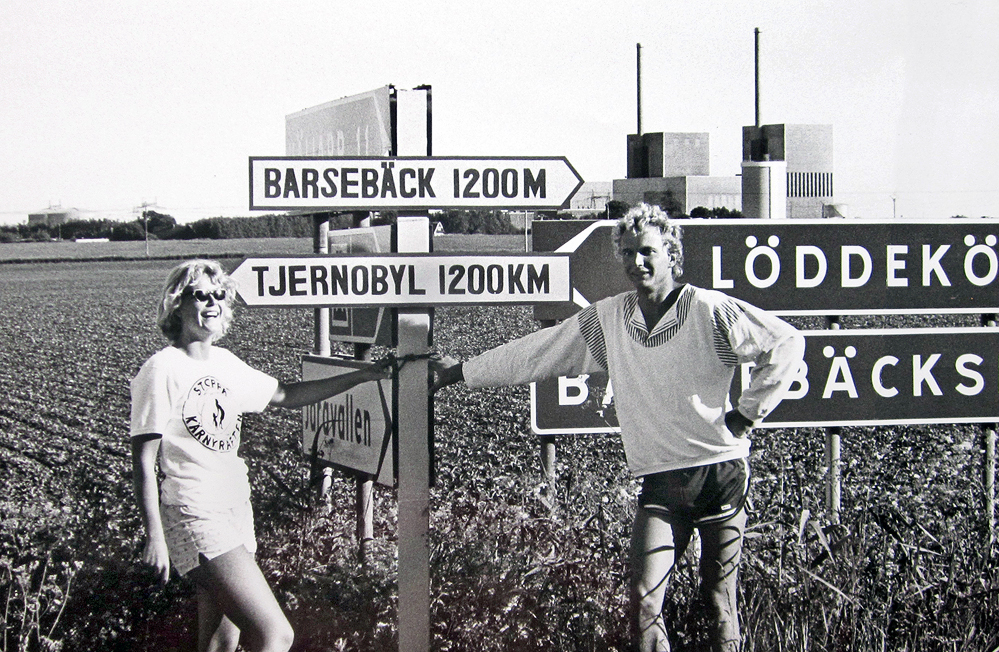
Miljöaktivister protesterar vid Barsebäcksverket i samband med Tjernobylolyckan 1986.
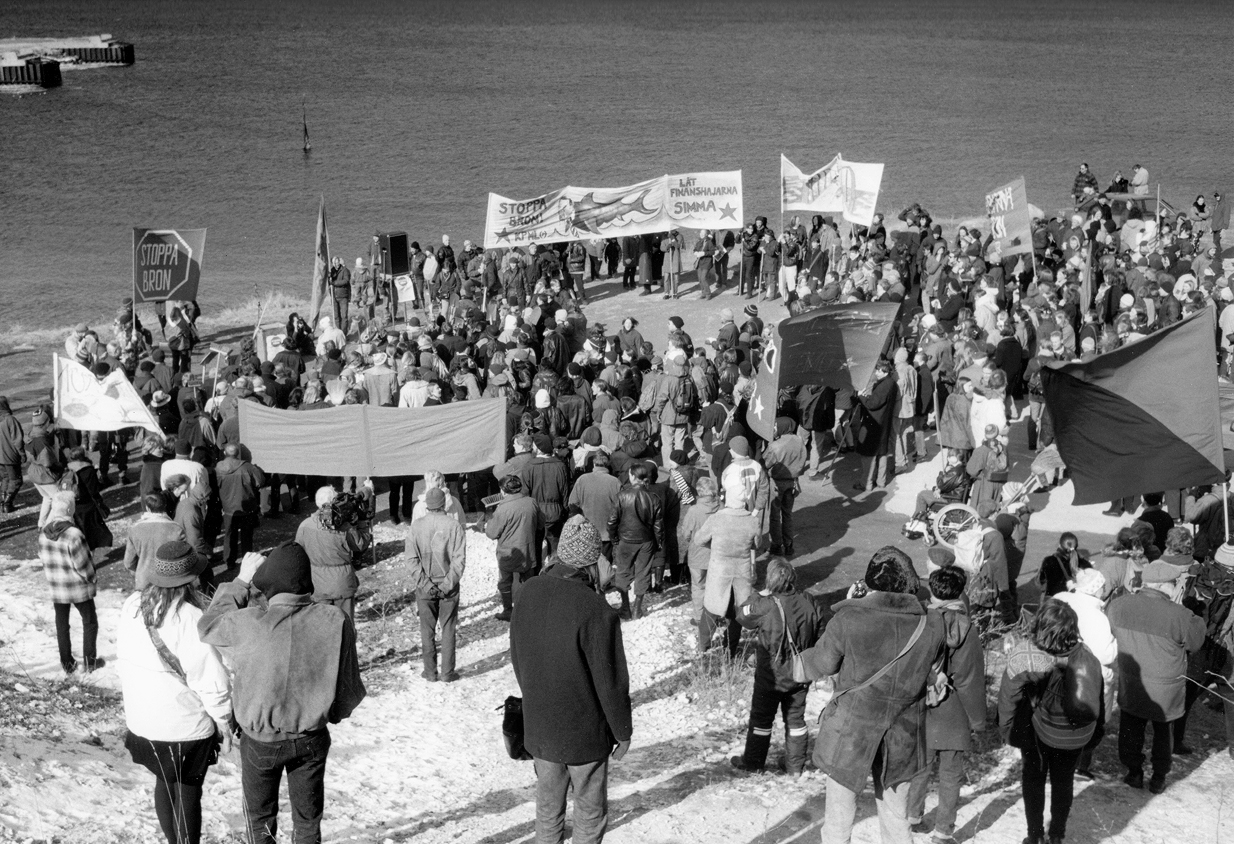
Miljörörelsen "Stoppa Bron" vid en av många protester mot bron i Malmö 1993.